# Volo 714 destinazione Sydney
Volo 714 destinazione Sydney (Vol 714 pour Sydney) è la ventunesima avventura della serie fumetti Le avventure di Tintin del fumettista belga Hergé.

## Trama
Tintin, il Capitano Haddock e il Professor Trifone Girasole atterrano all'aeroporto di Giakarta per uno scalo. Qui, in mezzo ad alcuni malintesi tra il Capitano Haddock e Girasole, dovuti alla sordità di quest'ultimo, rincontrano il pilota Zut conosciuto nell'avventura Coke in stock, ora assunto come pilota privato del miliardario imprenditore Carredias. Quest'ultimo invita Tintin e i suoi amici a viaggiare nel suo aereo (dato che sono tutti diretti a Sydney) ma ignora le losche mosse del segretario Spalding. Una volta decollati, l'aereo viene dirottato da dei complici di Spalding e fatto atterrare su un'isola in mezzo all'oceano Pacifico. Qui vengono accolti dallo spietato Rastapopoulos che ha progettato di rapire Carredias per un grosso riscatto.
Si seguiranno avventure surreali e spericolate finché, grazie ad una guida misteriosa Tintin, Haddock, Girasole, Carredias e Zut si ritrovano in un tempio sotterraneo. Qua trovano un agente capace di entrare in contatto telepatico con gli altri e pure con gli alieni. Nel frattempo, Rastapopoulos ed i suoi complici cercano di entrare nel tempio facendo esplodere la porta di pietra. Giunti all'esterno, Tintin e gli altri vengono ipnotizzati dall'agente e fatti salire su un disco volante. Verranno poi lasciati su un canotto pneumatico in mezzo al mare e il disco volante caricherà a sua volta Rastapopoulos e gli altri banditi (che prima occupavano il canotto). Una volta portati in salvo da un aereo della polizia, non ricordano nulla di quello che hanno vissuto e il Professor Trifone Girasole dichiara ai reporter di essere entrato in possesso di un pezzo metallico extraterrestre. L'unico a ricordarsi tutto il resoconto è il cane Milù su il quale l'ipnosi non ha avuto efficacia.
Successivamente si reimbarcheranno tutti su un aereo di linea (Carredias compreso) per giungere finalmente a Sydney.

## Curiosità
- È l'unica avventura dove non appaiono mai i poliziotti Dupont e Dupond.